# Jeorjos Derwisis
Jeorjos Derwisis, gr. Γεώργιος Δερβίσης (ur. 30 października 1994) – grecki piłkarz wodny, reprezentant Grecji, wicemistrz olimpijski z Tokio 2020, brązowy medalista mistrzostw świata.

## Udział w zawodach międzynarodowych
Od 2015 reprezentuje Grecję na zawodach międzynarodowych. Z reprezentacją uzyskał następujące wyniki:
| Rok  | Impreza                                | Miejsce        | Pozycja    |      |                                    |       |            |
| ---- | -------------------------------------- | -------------- | ---------- | ---- | ---------------------------------- | ----- | ---------- |
| Rok  | Impreza                                | Miejsce        | Pozycja    | 2015 | Mistrzostwa Świata w Pływaniu 2015 | Kazań | 3. miejsce |
| 2016 | Letnie Igrzyska Olimpijskie 2016       | Rio de Janeiro | 6. miejsce |      |                                    |       |            |
| 2017 | Mistrzostwa Świata w Pływaniu 2017     | Budapeszt      | 4. miejsce |      |                                    |       |            |
| 2018 | Mistrzostwa Europy w Piłce Wodnej 2018 | Barcelona      | 5. miejsce |      |                                    |       |            |
| 2019 | Mistrzostwa Świata w Pływaniu 2019     | Gwangju        | 7. miejsce |      |                                    |       |            |
| 2020 | Mistrzostwa Europy w Piłce Wodnej 2020 | Budapeszt      | 7. miejsce |      |                                    |       |            |
| 2021 | Letnie Igrzyska Olimpijskie 2020       | Tokio          | 2. miejsce |      |                                    |       |            |